# Rebecca Chartrand
Pour les articles homonymes, voir Chartrand.
Rebecca Chartrand est une enseignante et femme politique canadienne anichinadée du Manitoba. Elle est députée fédérale libérale de la circonscription manitobaine de Churchill—Keewatinook Aski depuis 2025.

## Biographie
Née sur le territoire du Traité #4 au Manitoba, Chartrand complète une formation en éducation en 1997 et un Master of Education en 2016 à l'Université du Manitoba. Poursuivant des recherches de troisième cycle sur la pédagogie anichinabée, elle met l'accent sur l'apprentissage sur les visions du monde autochtone.

## Carrière

### Seven Oaks School Division
Chartrand sert comme cheffe de la division pour l'éducation autochtone de la Seven Oaks School Division (en) de Winnipeg pendant sept ans. Durant son mandat, elle dirige le développement de la première politique antiracisme de la division en 2021 et l'établissement de la première école d'enseignement bilingue Ojibwé et anglaise.

### Red River College Polytechnic
En 2017, Chartrand est nommée présidente et directrice générale d'Indigenous Strategy au collège polytechnique Red River (en). Elle veille à la création de sept nouveaux programmes académiques, permet l'obtention de 1,4 million de dollars de nouveaux fonds et l'établissement de deux unités de support aux étudiants. Son travail l'amène aussi au développement de nouveaux programmes d'études et au renforcement des relations de partenariats avec les communautés autochtones.

### Indspire
Plus tard, elle occupe la position de vice-président de la fondation Indspire (en) qui supporte l'éducation et la réalisation autochtone. Durant son mandat, la fondation remet un record près de 20 millions de dollars en bourses d'études en 2021.

### Indigenous Strategy
Elle occupe aussi la fonction de présidente et directrice générale d'Indigenous Strategy où elle œuvre à la poursuite de la défense de l'inclusion et de la réconciliation des communautés autochtones à l'aide d'initiatives éducatives et politiques.

### Art et activités culturelles
Chartrand est active dans le domaine musical ce qui lui permet de recevoir la Indigenous Music Awards pour son album Onjida, un compilation de mélodies anichinabées et haudenosaunées, en 2000. Elle travaille aussi à l'écriture et prestation de la chanson Those Damn Squaws qui relate le racisme, l'exploitation et la violence contre les femmes autochtones.